# Austiniceras
Austiniceras – rodzaj głowonogów z podgromady amonitów.
Żył w okresie kredy (cenoman - kampan).